# 神如道
神 如道（じん にょどう、明治24年(1891年)5月20日 - 昭和41年(1966年)1月18日）は、日本の尺八奏者。青森県弘前市生まれ。本名は「神 久雄」。古典本曲の集大成者であり、無住心曲や大和楽などで知られる。14歳から笹根派尺八錦風流を学び、独学で外曲を学んだという。折登如月や三浦琴童などに師事。また、一閑流伝や松巌軒伝のほか、布袋軒伝や蓮芳軒・喜染軒伝、越後明暗寺伝、国泰寺伝、普大寺伝、瀧源寺伝、京都明暗寺伝、一朝軒伝、林棲軒伝なども習った。1938年に如道会を設立。尺八を教えつつ、自ら全国を巡り古典本曲を収集。
昭和39年(1964年)に『神如道尺八古典本曲集』全7巻を発行。
没後の昭和55年(1980年)、LP6枚組『神如道の尺八』が発売され、 芸術祭優秀賞を受賞した。
神如道の子・神如正（じん にょしょう、1937年- ）、および如正の子・神令（じん れい、1980年- ）も尺八奏者。